# Hinterlegung (Recht)
Die Hinterlegung (lat. depositio) bezeichnet die Übergabe von Geld, Wertpapieren, Kostbarkeiten oder Urkunden an eine Hinterlegungsstelle, sofern dafür ein gesetzlicher Hinterlegungsgrund besteht.

## Entstehungsgeschichte

### Depositio des römischen Rechts
Im römischen Privatrecht bezeichnete der Begriff depositio die Hinterlegung eines geschuldeten Geldbetrags durch den Schuldner bei Annahmeverzug des Gläubigers. Die Hinterlegung erfolgte in einem Tempel (in aede sacra) oder in einem Amt (in loco publico), wobei die schuldbefreiende Wirkung einer solchen Hinterlegung strittig war.

### Entwicklung der Rechtslage in Deutschland
In Deutschland war das Hinterlegungsrecht gemäß Art. 144 bis 146 EGBGB sowohl im Kaiserreich als auch der Weimarer Republik Landesrecht, was dazu führte, dass bis 1937 noch 17 verschiedene Hinterlegungsordnungen bestanden. Nach dem Übergang der Justizhoheit auf das Reich wurde eine Vereinheitlichung ins Auge gefasst, da das Hinterlegungsrecht teilweise sehr unterschiedlich geregelt war. So sah beispielsweise die preußische Hinterlegungsordnung vor, dass die Hinterlegungsverfahren grundsätzlich bei den Amtsgerichten angesiedelt waren, aber in verschiedenen Ausnahmefällen bei den Land- und Oberlandesgerichten. In Bayern war hingegen die Bayerische Staatsbank für Hinterlegungen zuständig, sofern die Hinterlegung nicht Urkunden zum Gegenstand hatte, die wiederum bei den Amtsgerichten zu hinterlegen waren. Die reichsweit geltende Hinterlegungsordnung wurde am 10. März 1937 von der damaligen Reichsregierung erlassen und trat am 1. April 1937 in Kraft.
Die Hinterlegungsordnung bestand nach dem Zweiten Weltkrieg in der Bundesrepublik Deutschland zunächst fort. Aufgrund von Art. 17 des Zweiten Gesetzes über die Bereinigung von Bundesrecht im Zuständigkeitsbereich des Bundesministeriums der Justiz vom 23. November 2007 trat die Hinterlegungsordnung mit Wirkung zum 1. Dezember 2010 außer Kraft. Ihr folgten die von den jeweiligen Bundesländern erlassenen Hinterlegungsgesetze, die zumeist unmittelbar danach in Kraft traten. Ausnahmen bildeten hierbei das Berliner Hinterlegungsgesetz, das am 21. April 2011 in Kraft trat und das niedersächsische Hinterlegungsgesetz, das am 1. Januar 2013 in Kraft trat.

## Deutschland

### Rechtsgrundlagen
Das materielle Hinterlegungsrecht ist im BGB, in der ZPO, im ZVG und in der StPO sowie in weiteren Gesetzen geregelt, die jedoch im Vergleich zu den vier erstgenannten eher selten einschlägig sind. Die Hinterlegungsgesetze der Länder hingegen regeln das formelle Hinterlegungsrecht. Sie bestimmen also die Zuständigkeiten in Hinterlegungssachen, das Verfahren sowie die rechtlichen Beziehungen zwischen den Beteiligten.

### Hinterlegungsgründe
Eine Hinterlegung kann grundsätzlich nur erfolgen, sofern hierfür ein gesetzlicher Hinterlegungsgrund besteht. 
Oftmals geschieht die Hinterlegung, wenn sich der Gläubiger im Annahmeverzug befindet oder der Schuldner keine Gewissheit darüber hat, an wen er eine fällige Schuld zu leisten hat (§ 372 BGB). Der Schuldner hat anschließend alle möglichen Empfangsberechtigten über die Hinterlegung gemäß § 374 BGB zu informieren. Für eine schuldbefreiende Leistung hat er außerdem auf das Recht der Rücknahme des hinterlegten Gegenstandes zu verzichten (§ 378 BGB).
Ferner bestimmt die ZPO mehrere Fälle, in denen eine Sicherheit zu leisten ist, was nach § 232 Abs. 1 BGB durch die Hinterlegung von Geld oder Wertpapieren geschehen kann. Dabei kann eine vorläufige Vollstreckbarkeit herbeigeführt oder abgewendet werden. Ausländische Parteien, die nicht in der EU ansässig sind, haben auf Verlangen der Gegenseite zur Sicherung eines eventuellen Kostenerstattungsanspruchs gemäß § 110 ZPO eine Prozesskostensicherheit zu leisten. Hintergrund dieser Regelung ist die größere Schwierigkeit, Forderungen im Ausland zu vollstrecken.
Des Weiteren sind Kautionen zur Außervollzugsetzung eines Haftbefehls gemäß §§ 116, § 116a StPO zu hinterlegen.
Ebenso besteht für den Ersteher eines im Wege der Zwangsversteigerung erworbenen Grundstücks die Möglichkeit, sich von seiner Zinsverbindlichkeit durch Hinterlegung des Gebotes zu befreien (§ 49 ZVG).
Seltenere Hinterlegungsfälle finden sich beispielsweise im Baugesetzbuch, im Grundbuchbereinigungsgesetz, in der Insolvenzordnung oder im Elektrogesetz.

### Keine Hinterlegung im Sinne der Hinterlegungsgesetze
In einzelnen Fällen kommt es vor, dass im Gesetz zwar von einer „Hinterlegung“ die Rede ist, aber damit nicht eine Hinterlegung im Sinne der Hinterlegungsgesetze gemeint ist. Dazu zählen die Zeugenentschädigung im Falle einer unmittelbaren Ladung durch den Angeklagten gemäß § 220 StPO. Diese ist bei der Geschäftsstelle der zuständigen Strafprozessabteilung zu hinterlegen. Ebenso verhält es sich hinsichtlich Verfügungen von Todes wegen, die gemäß § 2248 BGB in amtliche Verwahrung übergeben werden können. Auch wenn § 346 FamFG hier von „Hinterlegungsscheinen“ spricht, sind diese Verfügungen bei den Nachlassgerichten zu verwahren.

### Hinterlegungsverfahren

#### Zuständigkeit
Als Hinterlegungsstelle sind die Amtsgerichte bestimmt. Eine örtliche Zuständigkeit besteht im Regelfall nicht. Grundsätzlich soll die Hinterlegung bei der Hinterlegungsstelle des Leistungsortes erfolgen. Sie ist jedoch auch wirksam, wenn sie an einem anderen Ort vorgenommen wird. Einzelne Landesregierungen haben sich jedoch vorbehalten, die Hinterlegungsstellen an einzelnen Amtsgerichten zu zentralisieren. Die Verfahren werden von einem Rechtspfleger bearbeitet, der jedoch in Hinterlegungsangelegenheiten nicht sachlich unabhängig arbeitet.

#### Antrag
Diejenige Person, die eine Hinterlegung beantragt, muss bei einer Hinterlegungsstelle schriftlich einen entsprechenden Antrag stellen. In diesem sind ausführlich zu bezeichnen:
- Hinterleger,
- zu hinterlegende Gegenstände,
- Hinterlegungsgrund,
- Empfangsberechtigte,
- ggf. ob die Hinterlegung von einer Gegenleistung abhängig gemacht wird und ob auf das Recht der Rücknahme verzichtet wird.

#### Hinterlegungsfähige Gegenstände
Es besteht zunächst die Möglichkeit, sämtliche Arten von Geld zu hinterlegen. Dabei ist es unerheblich, ob es sich um inländische oder ausländische Währung handelt. Eine Einzahlung kann sowohl bar als auch per Überweisung getätigt werden. Ebenso kann eine Einzahlung mittels Scheck erfolgen. Jedoch erfolgt nicht die Hinterlegung des Schecks selbst. Stattdessen wird dieser durch die Hinterlegungskasse eingelöst und das Geld wird wie bei einer Barzahlung hinterlegt. Eine Verzinsung der hinterlegten Gelder wurde mit Inkrafttreten der jeweiligen Hinterlegungsgesetze oder in den folgenden Jahren in allen Bundesländern abgeschafft. Zuletzt hob Niedersachsen die dort noch existierende Verzinsung im Mai 2020 auf. Die Verzinsung aus Altfällen bleibt jedoch unberührt.
Ferner können effektive Stücke und girosammelverwahrte Wertpapiere hinterlegt werden. Diese werden dann auf ein Depot der Hinterlegungskasse übertragen. Sämtliche Rechte als Wertpapierinhaber gehen für die Zeit der Hinterlegung auf die Hinterlegungsstelle über.
Hinterlegungsfähig sind weiterhin Urkunden, unabhängig davon ob sie einen eigenen Wert darstellen oder nicht. In Betracht kommen beispielsweise Personenstandsurkunden, Sparbücher, Vollmachten, Fahrzeugbriefe oder Schuldbriefe.
Schließlich lassen sich Kostbarkeiten hinterlegen. Hierunter sind kleinere Gegenstände zu verstehen, die einen hohen Wert haben, wie zum Beispiel Schmuck, Gold oder Edelsteine. Weil sich Kostbarkeiten durch den in ihnen verkörperten Wert auszeichnen, ist es nicht möglich einen Schlüssel für etwa ein Bankschließfach zu hinterlegen. Abgesehen von dem nicht vorhandenen Wert des Schlüssels würde das Schließfach auch nicht in den Einflussbereich des Amtsgerichts gelangen, sodass Dritte möglicherweise unbefugt Zugriff darauf nehmen könnten. Die Hinterlegung eines Kraftfahrzeuges oder einer Yacht scheitert an den praktischen Aufbewahrungsmöglichkeiten.

#### Herausgabe
Sofern die Hinterlegung zu Gunsten einer einzelnen Person erfolgte, kann der hinterlegte Gegenstand an diese herausgegeben werden, wenn sie einen schriftlichen Antrag stellt. Bei einer Hinterlegung zu Gunsten
mehrerer möglicher Empfangsberechtigter bestehen unterschiedliche Möglichkeiten, um die Empfangsberechtigung einer oder mehrerer Personen nachzuweisen:
- Sämtliche potentielle Empfangsberechtigte einigen sich schriftlich darüber, an wen der hinterlegte Gegenstand herausgegeben werden soll.
- Die Berechtigung wird durch eine rechtskräftige Entscheidung festgestellt.
- Eine gegebenenfalls zuständige Behörde ersucht die Hinterlegungsstelle um Herausgabe.

#### Verfall
Falls binnen einer Frist von 30 bzw. 31 Jahren – abhängig vom Hinterlegungsgrund – kein begründeter Antrag auf Herausgabe des hinterlegten Gegenstandes gestellt wird, erlischt der Herausgabeanspruch. Zeitgleich mit Erlöschen des Anspruchs verfällt die Hinterlegungsmasse an das jeweilige Bundesland, in dem die Hinterlegung erfolgt ist.

## Österreich
In Österreich ist die gerichtliche Hinterlegung einer Schuld im Falle des Gläubigerverzugs in § 1425 ABGB geregelt. Ist der Gläubiger unbekannt, abwesend, oder mit dem Angebotenen unzufrieden, oder kann er aus anderen wichtigen Gründen nicht bezahlt werden, so steht es dem Schuldner frei, die geschuldete Sache beim Gericht zu hinterlegen; oder, wenn sie dazu nicht geeignet ist, um gerichtliche Verwahrung der Sache anzusuchen. Jede dieser Handlungen; wenn sie rechtmäßig geschehen und dem Gläubiger bekannt gemacht worden ist, befreit den Schuldner von seiner Verbindlichkeit. Der Gefahrenübergang vom Schuldner auf den Gläubiger findet nach herrschender Ansicht bereits mit dem Eintritt des objektiven Gläubigerverzugs statt; insbesondere wenn die Fälligkeit bestimmt war. Für den Fall, dass bis zur gerichtlichen Hinterlegung ein Gefahrübergang auf den Gläubiger noch nicht stattgefunden hat, bestimmt dies § 1425 ABGB ausdrücklich.
Das Handelsrecht kennt darüber hinaus für den Handelskauf (§ 373 HGB) ein erweitertes Hinterlegungsrecht des Schuldners, außerdem ein Recht des Selbsthilfeverkaufs, welches zu einem Notverkaufsrecht wird, wenn die Ware verderblich und Gefahr im Verzug ist. Diese Befreiungsmöglichkeiten des HGB werden über eine Analogie zaghaft und partiell auch im bürgerlichen Recht angewandt.
Zur Eigentumsübertragung an Liegenschaften oder Superädifikaten, die nicht im Grundbuch eingetragen sind, braucht es nach § 434 ABGB statt der Intabulation die gerichtliche Hinterlegung der Urkunde beim Grundbuchsgericht; heute geregelt im Urkundenhinterlegungsgesetz (UHG). Dingliche Rechte an solchen Liegenschaften werden nach § 1 Abs. 2 UHG grundsätzlich erst mit der Urkundenhinterlegung erworben.

## Schweiz
In der Schweiz ist eine Hinterlegung gemäß Art. 92 OR möglich, wenn sich der Gläubiger in Annahmeverzug befindet. Waren können dabei auch ohne Erlaubnis durch den Richter hinterlegt werden. Die Kosten gehen zu Lasten des Gläubigers, ebenso wie dieser die Gefahr trägt. Der Schuldner kann die hinterlegte Sache wie bei jedem Hinterlegungsvertrag jederzeit wieder zurücknehmen, wodurch die ursprüngliche Obligation wieder auflebt. Ist die Ware verderblich, so kann sie mit richterlicher Genehmigung öffentlich versteigert werden, wobei sich der Schuldner anschließend durch Hinterlegung des Erlöses von seiner Erfüllungspflicht befreien kann.